# Sturmia longicauda
Sturmia longicauda là một loài ruồi trong họ Tachinidae.